# 선학유피대학원대학교
선학UP대학원대학교는 대한민국 경기도 가평군 설악면 미사리로 324-211에 위치한 세계평화통일가정연합 계열의 사립 대학원대학이다. 현재 석사과정과 박사과정을 운영하고 있다.

## 연혁
- 2003년 10월 22일 : 청심신학대학원대학교로 개교
- 2016년 9월 1일 : 현재의 교명으로 변경

## 학과
- 참부모학
- 천일국영성학
- 교회경영학